# Traço foliar

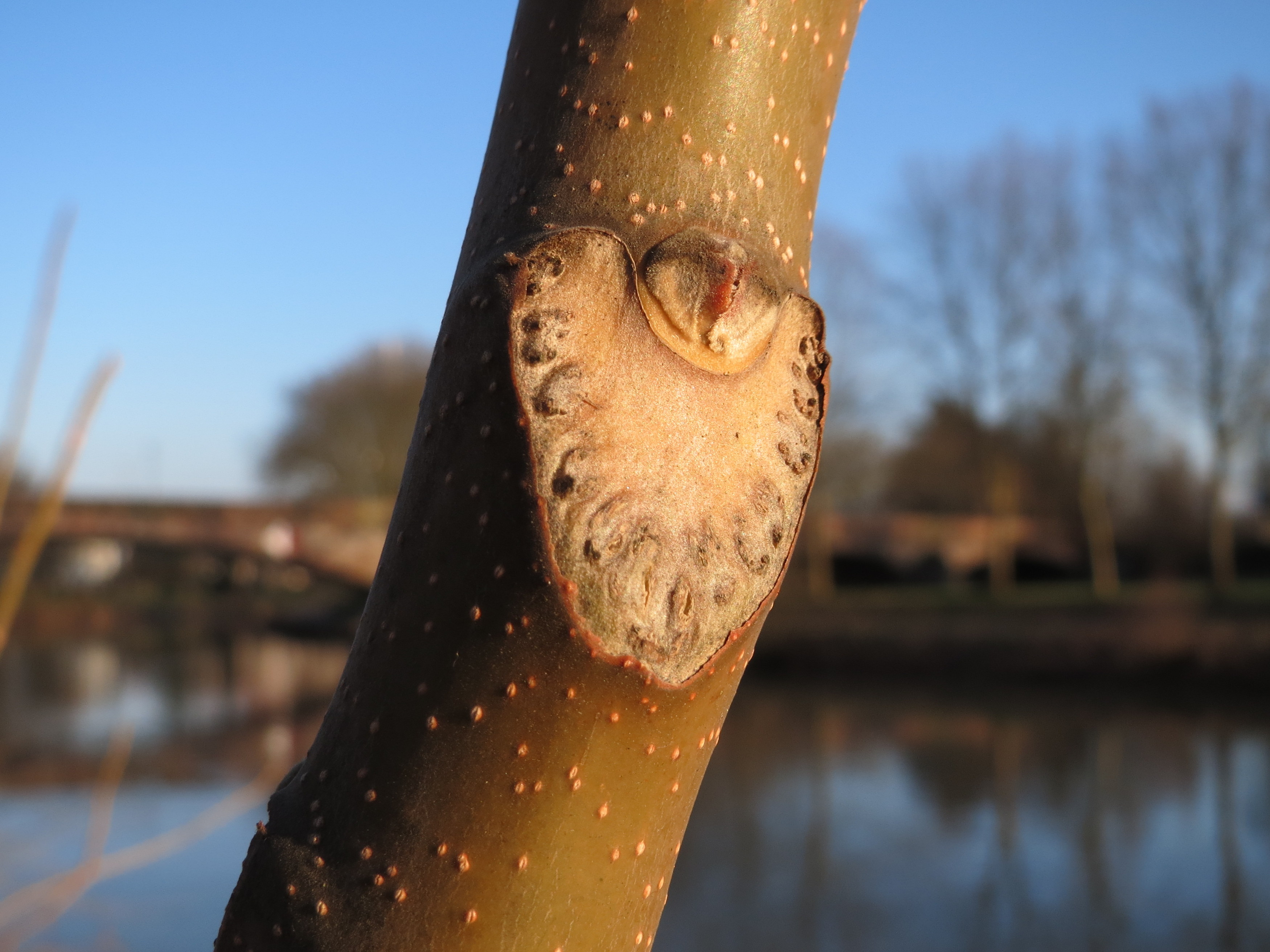
Caule com traço foliar (Ailanthus altissima).

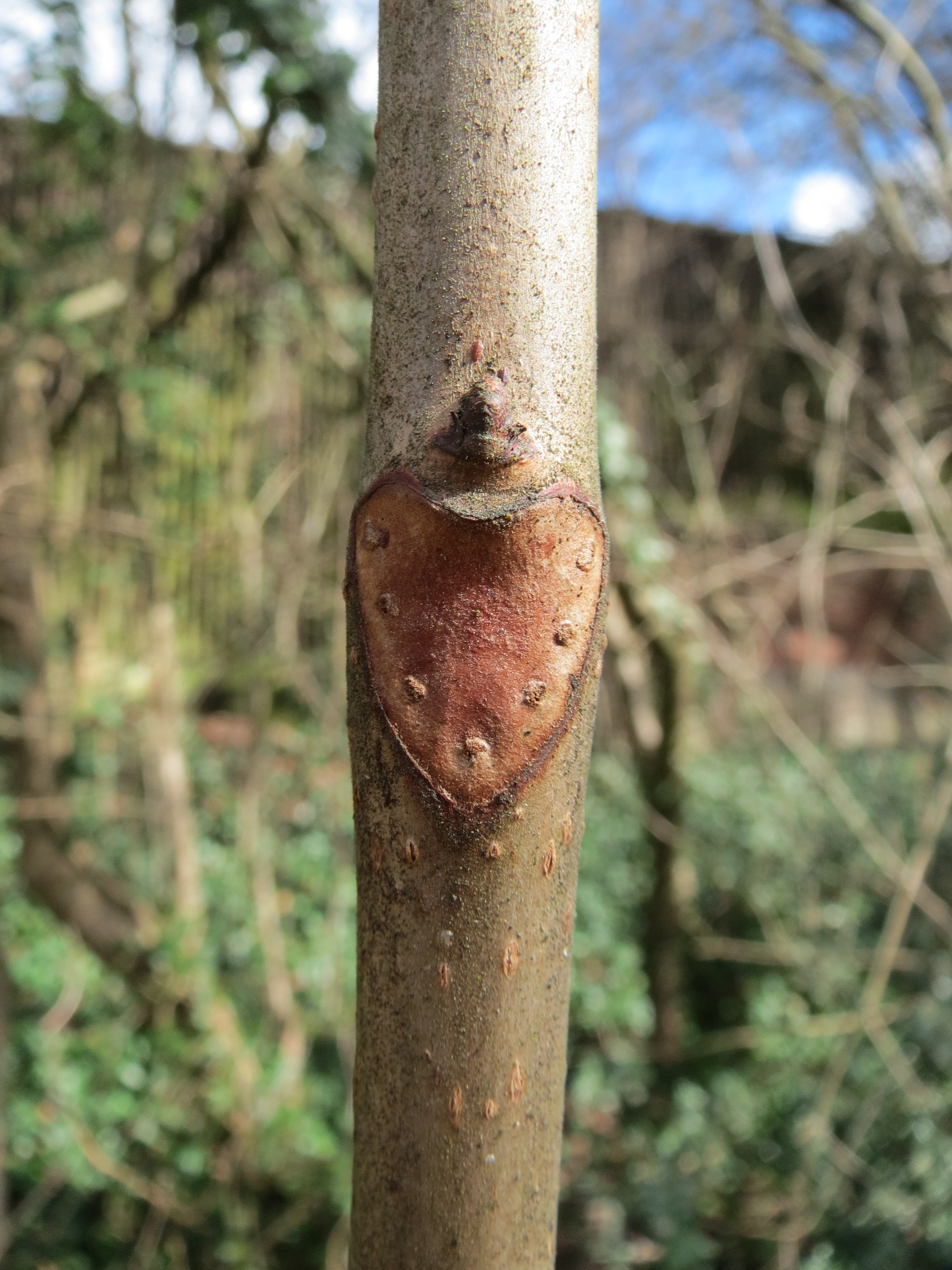
Traço foliar de Aesculus hippocastanum mostrando 7 cicatrizes fasciculars.

Traço foliar ou cicatriz foliar designa a extensão de um feixe vascular proveniente do sistema vascular do caule para entrar na folha. A cicatriz de folha é a marca deixada por uma folha depois de cair do ramo e marca o local onde o pecíolo se prendeu ao caule. Uma cicatriz foliar é tipicamente encontrada abaixo de um ramo, pois os ramos vêm de gemas axilares localizadas acima das cicatrizes foliares.

## Descrição
Em cada nó do caule de uma planta, um ou mais feixes vasculares divergem para as folhas a partir dos feixes do caule, formando os traços foliares. Os feixes a partir dos quais surgem os traços foliares são designados por feixes caulinares ou feixes axiais. A combinação de feixes caulinares e traços foliares é designada por vascular sympodial. 
O comprimento dos traços foliares pode variar de menos de um entrenó, como nas coníferas, a muitos em espécies dicotiledóneas. Em muitas pteridófitas, em representantes das gimnospermas, como o Ginkgo biloba e a Ephedra, e em algumas dicotiledóneas, cada folha é inervada por dois traços foliares originários de diferentes simpódios vasculares. Por outro lado, na maioria das dicotiledóneas, cada folha tem três traços foliares. Em monocotiledóneas cada folha tem muitos traços, os principais originários dos feixes maiores ou centrais e os secundários dos feixes menores ou periféricos.

## Formação
As cicatrizes foliares formam-se naturalmente, muitas vezes no final da estação de crescimento das plantas de folha caduca, quando se forma uma camada de células, chamada camada de abcisão, entre o pecíolo e o caule. A camada de abscisão actua como um ponto de clivagem e a folha parte-se deixando uma ferida de forma limpa que é rapidamente cicatrizada com tecido protetor. As estípulas podem também deixar as suas próprias cicatrizes, se estiverem presentes.

## Cicatrizes fasciculares
As cicatrizes fasciculares são regiões circulares ou barradas dentro da cicatriz foliar, onde os feixes de tecido vascular que ligavam a folha ao caule se romperam. O número de cicatrizes de feixe numa cicatriz de folha é por vezes utilizado como marca de identificação, uma vez que são frequentemente consistentes numa espécie.